# Paisajes nacionales de Finlandia
Los paisajes nacionales de Finlandia son una distinción oficial creada en 1994 por el Ministerio de Medio Ambiente de Finlandia. Con motivo del 75.º aniversario de la independencia del país (1992), se realizó una amplia consulta para seleccionar los lugares más evocadores de Finlandia, de su cultura, de su historia, de su identidad y de la especificidad de sus paisajes. La lista de los 27 lugares fue proclamada en 1994. En su mayor parte, estos lugares eran ya las principales atracciones turísticas nacionales y algunos han sido las principales fuentes de inspiración de los artistas desde el siglo XIX .
Los paisajes no están delimitados estrictamente y la nominación no les da ningún estatus legal particular, siendo solo un reconocimiento simbólico.

## Lista de paisajes nacionales
| Imagen                 | Designación                                                         | Localización                                                    | Región                       | Descripción |
| ---------------------- | ------------------------------------------------------------------- | --------------------------------------------------------------- | ---------------------------- | --- |
|                        | Frente marítimo de Helsinki                                         | Helsinki                                                        | Uusimaa                      | La vista emblemática de Helsinki, la capital del país. La plaza del mercado y el conjunto neoclásico construido por Carl Ludvig Engel, la fortaleza de Suomenlinna y el espectacular estrecho de Kustaanmiekka a través del cual debe pasar el ferry rumbo a Estocolmo o Tallin a la salida sur del puerto. |
|                        | Ciudad vieja de Porvoo y el valle del Porvoonjoki                   | Porvoo                                                          | Uusimaa oriental             | Un río descendiendo un valle agrícola, dominado por la silueta familiar para los finlandeses de la catedral de Porvoo, los almacenes de madera, nada menos que la ciudad de madera más turística del país. |
|                        | Tapiola                                                             | Tapiola, distrito de Espoo                                      | Uusimaa                      | Tapiola es, en finés, el hogar del Tapio, el dios de los bosques. La gran ciudad jardín de Espoo es sin duda lo más exitoso de toda la arquitectura finlandesa de los años 1960 |
| Le château de Raseborg | Valle del Snappertunanjoki y Fagervik, de Ekenäs a Ingå             | Municipios de Ekenäs e Ingå                                     | Uusimaa                      | Un pequeño río que fluye a través de un valle agrícola rodeado de eskers . En medio de este paisaje, se dibuja el castillo medieval de Raseborg, la fragua histórica y la mansión de Fagervik. |
|                        | Las villas de fraguas de Pohja                                      | Municipio de Pohja                                              | Uusimaa                      | Cuatro pueblos construidos alrededor de sus fraguas desde el siglo XVII, Billnäs, Antskog, Åminnefors y Fiskars, siendo este último el más conocido y el lugar de nacimiento de la compañía Fiskars, queproduce objetos de metal desde 1649. |
|                        | Valle del Aurajoki                                                  |                                                                 | Finlandia Propia             | Corazón histórico de Finlandia, las orillas del río Aurajoki han estado habitadas desde la Edad de Piedra, y Turku es el lugar de la primera implantación sueca y la primera villa fundada en Finlandia. |
|                        | Archipiélago finlandés                                              |                                                                 |                              | Un archipiélago de 40.000 islas de todos los tamaños, desde las islas Turku a las islas Åland en un laberinto de tierra y agua. Los finlandeses llaman a esta curiosidad natural única Saaristomeri (mar del archipiélago). |
|                        | Paisaje cultural de Sund                                            | Municipio de Sund                                               | Åland                        | El paisaje típico de las islas Åland, bosques de encinas, golfos marinos, antiguas mansiones, con la principal atracción del castillo de Kastelholm. |
|                        | El lago Köyliönjärvi, en Köyliö                                     | Köyliö                                                          | Satakunta                    | Fue sin duda aquí donde comenzó la historia de Finlandia (ver Finlandia Genuina). El 20 de enero de 1156 , el obispo Henri, enviado por los suecos para convertir a los finlandeses al cristianismo, fue decapitado sobre el hielo del lago por un campesino nuevo convertido insatisfecho, el paisano Lalli. El evento no está atestiguado históricamente, pero los finlandeses tienen a la vez un santo patrón y un primer héroe nacional, símbolo de la resistencia a los invasores.                                                                                    |
|                        | Valle del lago Vanajavesi                                           | Municipios de Akaa, Hattula, Kalvola, Hämeenlinna y Valkeakoski | Pirkanmaa y Finlandia Propia | Históricamente, una de las vías de comunicación más importantes dentro del país, desde Hämeenlinna a Tampere. |
|                        | Paisaje cultural alrededor del lago Rautavesi en Vammala            | Municipio de Vammala                                            | Pirkanmaa                    | Alrededor de un lago típico, pueblos pequeños (Tyrvää, Karkku...) e iglesias medievales. |
|                        | Tammerkoski                                                         | Tampere                                                         | Pirkanmaa                    | El corazón de Tampere, bordeado por importantes fábricas, lugar de nacimiento del Manchester finlandés. |
|                        | Paisaje cultural de la villa de Hämeenkyrö                          | Municipio de Hämeenkyrö                                         | Pirkanmaa                    | Una mezcla de tierras de cultivo y eskers cerca de Tampere. |
|                        | Imatrankoski                                                        | Municipio de Imatra                                             | Karelia del Sur              | Los legendarios rápidos del río Vuoksi, en el centro de Imatra, históricamente los más grandes de Europa, contenidos por una presa. Cada día en verano, la compañía propietaria de la presa abre las compuertas para los turistas, lo que permite revivir los antiguos rápidos durante 20 minutos. |
|                        | Olavinlinna y el lago Pihlajavesi en Savonlinna                     | Savonlinna                                                      | Savonia del Sur              | Tal vez la postal más famosa del país, con el mayor castillo medieval que se encuentra en una pequeña isla en medio del lago. |
|                        | Punkaharju                                                          | Municipio de Punkaharju                                         | Savonia del Sur              | El esker más famoso e icónico del país, en la región de los lagos de Finlandia. Pertenece al sistema de segunda Salpausselkä. |
|                        | Ruta de Heinävesi                                                   | Heinävesi                                                       | Savonia del Sur              | La vía navegable histórica desde Kuopio a Savonlinna, con varios esclusas importantes y un complejo sistema de canales en el municipio de Heinävesi. |
|                        | La colina y la villa de Väisälänmäki en Lapinlahti                  | Municipio de Lapinlahti                                         | Savonia del Sur              | Un pequeño pueblo construido en la cima de una de las mayores montañas de Savo, de 135 m, con vistas al lago Onkivesi. |
|                        | Monte Koli                                                          |                                                                 | Karelia del Norte            | |
|                        | Villas de las colinas de Karelia del Norte                          |                                                                 | Karelia del Norte            | Villas de Öllölä, Kovero, Hattuvaara, Mäkikylät, Kontioniemi, Ahmovaara, Mujejärvi, Maanselkä y Selkie. |
|                        | Valle del Kyrönjoki en Ostrobotnia del Sur                          |                                                                 | Ostrobotnia del Sur          | |
|                        | Archipiélago de Kvarken                                             |                                                                 |                              | |
|                        | Isla de Hailuoto                                                    | Municipio de Hailuoto                                           | Ostrobotnia del Norte        | |
|                        | Valle del Oulankajoki, en especial en el parque nacional de Oulanka |                                                                 |                              | |
|                        | La colina de Aavasaksa y el valle del Torne en Ylitornio            | Municipio de Ylitornio                                          | Laponia finlandesa           | Colina de 242 m que se encuentra a pocos kilómetros al sur del círculo polar ártico, frente a la frontera con Suecia, limitada por el río Torne. Ofrece desde su pico un amplio panorama de la naturaleza lapona y es el punto más meridional del país para observar el sol de medianoche. Fue visitada por Maupertuis (1736-37) para determinar la forma de la Tierra y se utiliza como un punto de referencia en el Arco geodésico de Struve en el siglo XIX, lo que le valió ser designada patrimonio de la Humanidad desde 2005 (junto a otros 33 sitios de medición). |
|                        | Pallastunturi                                                       | Municipio de Muonio                                             | Laponia finlandesa           | Pallastunturi es uno de los principales tunturi de Laponia. Se compone de un grupo de 7 cumbres cubiertas de tundra y se eleva a 807 metros de altitud (el Taivaskero), que se eleva 500 m sobre las llanuras circundantes. Este sitio es parte del parque nacional de Pallas-Yllästunturi. |
|                        | Valle del Utsjoki, en Utsjoki                                       | Municipio de Utsjoki                                            | Laponia finlandesa           | La frontera norte del país, un paisaje desolado de tundra y nieve desde noviembre a finales de mayo, tierra de los saamis y los rebaños de renos. |